# Babtai
Babtai est un village situé dans l'Apskritis de Kaunas à 24 kilomètres au nord de Kaunas en Lituanie. En 2011, sa population est de 1 563 habitants.

## Histoire
Situé sur la route entre Kaunas et Riga, la ville est sur la route commerciale entre la Lituanie et la Livonie. La construction du chemin de fer entraîne un déclin de la ville.
En août et septembre 1941, la communauté juive des villes de Babtai et Vandžiogala est assassinée dans des exécutions de masse. Le massacre est perpétré par un einsatzgruppen composé d'allemands et de nationalistes lituaniens.

## Patrimoine
Babtai fait partie des communes ayant toujours un des six anciens cimetières juifs dans les environs de Kaunas. Les cinq autres cimetières sont situés à Čekiškė, Vilkija, Garliava, Vandžiogala et Zapyškis.